# Pseudanapis gertschi
Espèce
Synonymes
- Anapisona gertschi Forster, 1958

Pseudanapis gertschi est une espèce d'araignées aranéomorphes de la famille des Anapidae.

## Distribution
Cette espèce se rencontre au Panama, au Costa Rica et au Mexique au Chiapas et au Veracruz,.

## Description
Le mâle holotype mesure 0,87 mm.

## Étymologie
Cette espèce est nommée en l'honneur de Willis John Gertsch.

## Publication originale
- Forster, 1958 : Spiders of the family Symphytognathidae from North and South America. American Museum Novitates, no 1885, p. 1-14 (texte intégral).